# Дабіжа Наталія Борисівна
Наталія Борисівна Дабіжа (нар. 11 квітня 1948) — радянський та російський режисер-мультиплікатор, художник-мультиплікатор, який працює в ляльковій мультиплікації. Заслужений діяч мистецтв Росії (1996).

## Біографія
У 1967 році закінчила Театральне художньо-технічне училище за фахом художник з ляльок.
У 1967—1969 роках працювала в Центральному театрі ляльок С. В. Образцова.
З 1969 року — художник-мультиплікатор лялькових фільмів на кіностудії «Союзмультфільм», з 1982 — режисер об'ємної мультиплікації (1991—2000 — на студії «Крістмас Філмз», пізніше — на ФГУП «Кіностудія "Союзмультфільм"»). Виступає як співавтор сценаріїв усіх своїх фільмів (у титрах більшості з них не вказано). Викладала мультиплікацію на курсах художників-мультиплікаторів при «Союзмультфільмі» у 1979—1980 роках. Співпрацювала з художниками Є. А. Боголюбовою, Є. Ю. Гагаріною, Н. Н. Виноградовою та іншими.
Великим успіхом режисера став фільм-опера Севільський цирульник (1994, художник Ніна Виноградова) за мотивами комедії Бомарше на музику Моцарта, фонограму до фільму записали солісти, хор і оркестр Уельської національної опери. Фільм отримав сім найвищих нагород у різних країнах, у тому числі приз «Ніка та Гран-прі МКФ «Крок-95».
Працювала як художник-мультиплікатор на фільмах інших режисерів. За участь у картині «Зимова казка» (1994) отримала премію Emmy як найкращий аніматор року.
Входила до складу правління кіностудії «Союзмультфільм». Засновник та член правління РГО «Об'єднання „Союзмультфільм“». Член Академії кінематографічних мистецтв "Ніка". Член АСІФА.
Знялася в документальних серіалах «Союзмультфільм — казки і були» (серії «Старі стіни», 2003; «Казки старого Арбату», 2004; «Мистецтво з жіночою душею», 2004), «Ляльки у світі людей» (серія «Сценарій для Буратіно», 2005). «Фабрика чудес» (серія "Аніматор", 2006).

## Нагороди
- Заслужений діяч мистецтв Росії (30 серпня 1996) — за заслуги у галузі мистецтва
- Подяка Міністерства культури Російської Федерації (7 вересня 2012) — за великий внесок у розвиток анімаційного кіно, багаторічну плідну роботу та у зв'язку зі 100-річним ювілеєм російської анімації

## Нагороди на фестивалях
- «Ваня та крокодил» (1984) — перший приз на Московському фестивалі молодих кінематографістів.
- «Самотній рояль» (1986) — приз за найкраще образотворче рішення на МКФ у Португалії (художник Аркадій Мелік-Саркісян)
- «Севільський цирульник» (1994) — сім вищих нагород у різних країнах, у тому числі приз «Ніка» та Гран-прі МКФ «Крок-95»
- «Авраам» (1995) — приз за найкращу анімацію на Відкритому російському фестивалі анімаційного кіно у Тарусі.